# Eye movement desensitisation and reprocessing
Eye movement desensitisation and reprocessing (terapia odwrażliwiania i ponownego przetwarzania informacji za pomocą ruchów gałek ocznych), EMDR – zapoczątkowane przez Francine Shapiro w 1987 roku podejście psychoterapeutyczne, najczęściej omawiane w kontekście terapii zespołu stresu pourazowego, jednak sprawdzające się również w przypadku terapii innych trudności psychicznych. Cechą innowacyjną EMDR jest stymulacja sensoryczna, którą zazwyczaj stosuje się w formie stymulacji ruchu gałek ocznych.

## Powstanie podejścia EMDR
Francine Shapiro, która otrzymała tytuł doktora literatury angielskiej na City University of New York w 1979 roku, interesowała się terapią behawioralną, jednak w 1987 roku wiadomość o chorobie nowotworowej zmieniła bieg wydarzeń jej życia. Doprowadziło ją to do odkrycia prac Normana Cousinsa i innych w dziedzinie psychoneuroimmunologii, która zaczynała wtedy stawiać swe pierwsze kroki.
Shapiro opowiada jak odkryła korzystny wpływ ruchów gałek ocznych podczas spaceru w parku w 1987 roku i jak następnie doprowadziło ją to do uzyskania tytułu doktora psychologii behawioralnej. Dwa lata później, Shapiro publikuje pierwszy opis EMDR. Od tego czasu poświęca swoją karierę rozpowszechnianiu wiedzy na temat EMDR.
W 1994 roku Francine Shapiro otrzymała od Kalifornijskiego Towarzystwa Psychologicznego Nagrodę za Wybitne Osiągnięcia Naukowe w Dziedzinie Psychologii (Distinguished Scientific Achievement in Psychology Award). W roku 2002 została odznaczona Nagrodą Zygmunta Freuda przez Światowe Stowarzyszenie Psychoterapii i miasto Wiedeń.
Nazwa EMDR jest znakiem zastrzeżonym przez EMDR Institute, Inc. stworzonym przez Francine Shapiro. Organizacja ta odpowiedzialna jest za certyfikowanie terapeutów i dbanie o najwyższe standardy ich nauczania. W Polsce Polskie Towarzystwo Terapii EMDR (PTT EMDR), działające jako krajowy oddział Europejskiego Towarzystwa EMDR, jest ośrodkiem skupiającym terapeutów EMDR i organizującym szkolenia podstawowe i specjalizacyjne w tym podejściu terapeutycznym.

## Główne założenia podejścia EMDR
Podejście terapeutyczne EMDR opiera się na założeniu, że sam akt mówienia o traumatycznym wydarzeniu jest niewystarczający dla uzyskania znaczącej redukcji objawów. Ponadto straumatyzowana osoba nie zawsze będzie w stanie opowiadać o traumatycznym wydarzeniu ze wszelkimi jego szczegółami. Podejście EMDR proponuje więc protokół terapeutyczny, który pozwala terapeucie asystować klientowi, kiedy on sam dociera do źródła wydarzenia traumatycznego. Wspomnienie przywołane zostaje nie tylko na poziomie werbalnym, ale również w kontekście spostrzeżeń wzrokowych, przekonań, emocji i doznań płynących z ciała.
Francine Shapiro stworzyła model AIP (adaptive information processing), który zakłada, że nasze aktualne doświadczenia (m.in. informacje pochodzące ze zmysłów i procesy poznawcze) wchodzą w sumę naszych doświadczeń z przeszłości.
Doświadczenie traumatyczne, w modelu AIP, jest niepowodzeniem sprawnego funkcjonowania systemu integracji informacji. Informacje, które nie zostają właściwie zintegrowane z naszymi dotychczasowymi doświadczeniami, pozostają niezmienione w pamięci pacjenta i powracają w formie wspomnień zaburzających dobrostan psychiczny.
Według jednej z hipotez, poprzez technikę wolnych skojarzeń, wykorzystywaną w podejściu EMDR wraz z uwagą skierowaną na źródłowe doświadczenie traumatyczne, dochodzi do adaptacyjnej asocjacji wspomnienia traumatycznego.
Jednakże według innej hipotezy, technika wolnych skojarzeń nie jest wystarczająca do wywołania adaptacyjnej asocjacji wspomnienia traumatycznego i w dodatku nie jest techniką zawsze obecną w sesjach prowadzonych w podejściu EMDR. Według tej hipotezy, aby umożliwić adaptacyjną asocjację należy do przebiegu sesji terapeutycznej dodać stymulację sensoryczną, na przykład, ruchy gałek ocznych.
Hipotezy mówiące o skuteczności ruchów gałek ocznych lub innej stymulacji sensorycznej naprzemiennej opierają się na modelu neurologicznym, w którym aktywacja naprzemiennie lewej i prawej półkuli mózgu, ułatwia włączenie przetwarza informacji (emocjonalnych, behawioralnych, semantycznych) związanych z wydarzeniem traumatycznych. Inne hipotezy znajdują się aktualnie w fazie dyskusji.

## Skuteczność terapii EMDR
Podejście terapeutyczne EMDR zostało stworzone początkowo jako terapia zespołu stresu pourazowego.
Opublikowane badania (badania kliniczne i opisy przypadków) dotyczyły głównie pacjentów cierpiących na niektóre form lęku, będących skutkiem zdarzenia traumatycznego. Opublikowana w 2023 r. metaanaliza sieciowa różnych interwencji psychoterapeutycznych w leczeniu PTSD wskazała na skuteczność EMDR zarówno w krótko- i długoterminowej obserwacji.
Podejście terapeutyczne EMDR okazywało się również skuteczne w terapii innych zaburzeń psychicznych, które rozwijają się w wyniku bolesnych życiowych doświadczeń, jak również w przypadku terapii długo przedłużającej się żałoby, zaburzeń zachowania z agresją u młodzieży czy objawów niektórych fobii. Metaanaliza dotychczas przeprowadzonych badań nad skutecznością EMDR w różnych wskazaniach wykazała jednak wysokie ryzyko błędu systematycznego w przeprowadzonych badaniach i niepewną skuteczność we wskazaniach innych niż PTSD.
Krytycy podejścia EMDR uważają, że wiele aspektów terapii EMDR, jak ekspozycja na bodziec związany z wydarzeniem traumatycznym czy techniki relaksacyjne są zapożyczone z innych metod stosowanych w terapii stresu traumatycznego i to właśnie one wpływają na skuteczność terapii. Mc Nellie uważa, na przykład, że słynne ruchy gałek ocznych nie przynoszą żadnych specyficznych efektów i że terapia nic nie zyskuje dzięki temu elementowi, podsumowuje to zdanie: „To co działa w terapii EMDR nie jest nowe, a to co jest nowe, nie działa”.
EMDR jest rekomendowane przez uznane instytucje międzynarodowe, między innymi Światową Organizację Zdrowia (sierpień 2013 roku), Amerykańskie Towarzystwo Psychiatryczne (2004), amerykańskie Ministerstwo Obrony i Ministerstwo Lecznictwa dla Weteranów (2004).
Porównania skuteczności terapii EMDR z terapią behawioralno-poznawczą wykazują efekty porównywalne tak w krótkiej, jak i w dłuższej perspektywie czasu (do 15-miesięcznej obserwacji). Skuteczność podejścia terapeutycznego EMDR w przypadku pojedynczej traumy psychicznej wynosi 80%.